# Kościół św. Marii Magdaleny w Tarnobrzegu

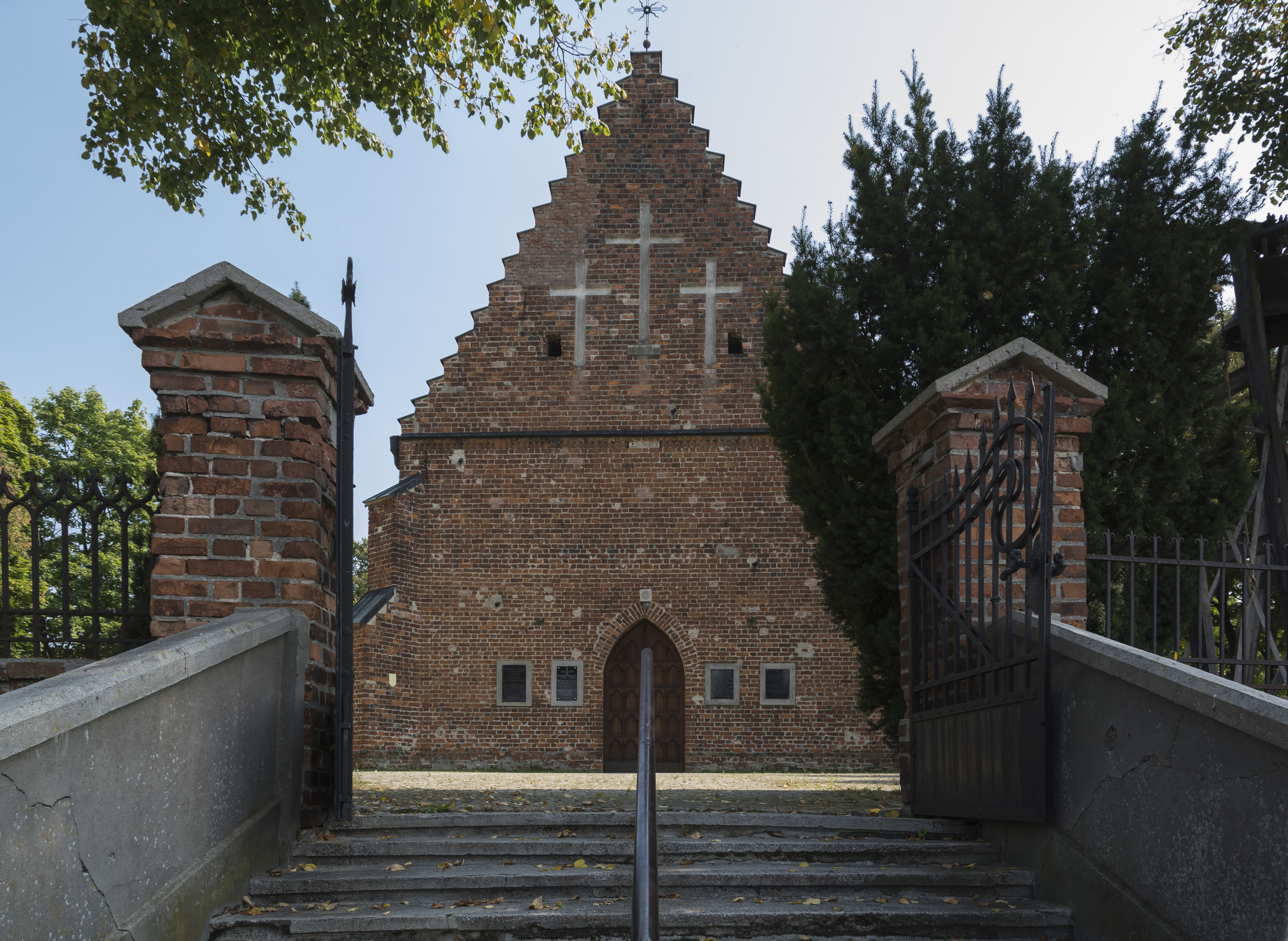
Kościół na Miechocinie. Elewacja frontowa - zachodnia

Kościół Świętej Marii Magdaleny – rzymskokatolicki kościół parafialny należący do dekanatu Tarnobrzeg diecezji sandomierskiej
Kościół znajduje się w Miechocinie, dzielnicy Tarnobrzega. Jest to murowana gotycka świątynia, której początki sięgają do czasów panowania księcia Henryka Sandomierskiego w latach 1132-1166. Parafię erygowano prawdopodobnie ok. 1160 r. Sam kościół parafialny jest budowlą niejednolitą. Najstarszą jego częścią jest prezbiterium gotyckie z pięknym sklepieniem żebrowym, pochodzącym z XIV wieku, powstałe być może z fundacji króla Kazimierza Wielkiego (gotyckie prezbiterium). Kościół zbudowany z czerwonej cegły, był wielokrotnie rozbudowywany. Nawa prostokątna pochodząca z I połowy w. XVIII (przeważnie dzięki hojności rodziny Tarnowskich), połączona jest z zabytkowym prezbiterium. Tutaj w XVII wieku działała słynna szkoła parafialna, w dokumentach zwana Akademią Miechocińską. Do 1922 kościół parafialny dla Tarnobrzega.